# Сыновья Ивальди
Сыновья́ И́вальди (др.-сканд. Synir Ívalda) — в скандинавской мифологии карлики (дверги, чёрные альвы), изготовившие волосы Сиф (Сив), корабль Скидбладнир и копьё Гунгнир.

## Этимология
Происхождение слова Ívaldi в древнескандинавском языке до конца не прояснено, само оно может иметь значение «(очень) могучий» (англ. The Mighty, нем. der sehr mächtige, der großmächtige). В переводах на русский язык вместо «сыновья» употребляются также выражения «братья», «отпрыски» или «чада».

## Сыновья Ивальди в письменных источниках

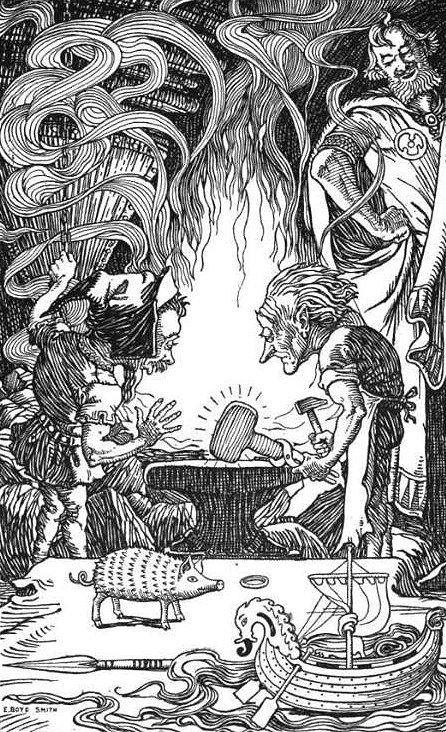
Брок и Синдри за изготовлением Мьёльнира (на переднем плане — работы сыновей Ивальди)

Сыновья Ивальди упоминаются в строфе 43 «Речей Гримнира», одной из частей «Старшей Эдды»:
| (в переводе А. И. Корсуна, 1975 год) Ивальда отпрыски некогда стали Скидбладнир строить для сына Ньёрда, светлого Фрейра, струг самый крепкий. | (в переводе В. Г. Тихомирова, 1997 год) Челн досчаный в начале Ивальди чада, Скидбладнир строить пришли, корабль наилучший пресветлому Фрейру, достойному отпрыску Ньёрда. |

В «Языке поэзии», входящем в состав «Младшей Эдды», её автор Снорри Стурлусон цитирует эту строфу и рассказывает о сыновьях Ивальди следующее:

«Локи, сын Лаувейи, сделал такую пакость: отрезал у Сив все волосы. Проведав о том, Тор поймал Локи и переломал бы ему кости, если бы тот не поклялся добиться от черных альвов, чтобы они сделали для Сив волосы из золота, которые росли бы, как настоящие. Вслед за тем Локи отправился к карликам, которых называют сыновьями Ивальди, и они сделали такие волосы, и корабль Скидбладнир, и еще копье Одину, что зовется Гунгнир.»
Эта история получила продолжение, когда Локи поспорил с карликом Броком, что брат его, Синдри, не сможет изготовить ничего, что могло бы сравняться с этими работами. Однако выкованный тем молот Мьёльнир всё же был признан лучшим творением на совете богов, где

«Локи отдал Одину копье Гунгнир, Тору — волосы для Сив, а Фрейру — корабль Скидбладнир. И он объяснил, в чем суть тех сокровищ: копье разит, не зная преграды; волосы, стоит приложить их к голове Сив, тотчас прирастут, а кораблю Скидбладниру, куда бы ни лежал его путь, всегда дует попутный ветер, лишь поднимут на нем парус, и можно свернуть этот корабль как простой платок, и положить, если надо, себе в кошель.»
В «Видении Гюльви» (глава 43) Стурлусон ещё раз повторяет, что Скидбладнир построили некие дверги, сыновья Ивальди.
Упоминание об Ивальди (точнее, Ивальде, др.-сканд. Ívaldr) можно встретить в строфе 6 созданной предположительно в XVI веке поэмы «Предваряющая песнь», где Идунн названа одной из его детей.

## Интерпретации и мнения
В тексте обеих «Эдд» отсутствуют какия-либо информация о внешности или даже количестве сыновей Ивальди, поэтому утверждение, что их было двое, стоит отнести к разряду интерпретаций.
Можно встретить мнение, что именно Брок и Синдри (другой вариант: Эйтри) являются сыновьями Ивальди, хотя из текста «Младшей Эдды» видно, что в их случае речь идёт о других карликах. Этого противоречия удаётся избежать, если принять точку зрения, согласно которой выражение «сыновья Ивальди» означает просто «потомки Ивальди» и является кеннингом (поэтическим описанием) для карликов вообще, а не каких-то конкретных персонажей из их числа. Спорным остаётся также вопрос о том, является ли карлик Ивальди и отец Идунн Ивальд одним и тем же мифологическим героем.
Шведский писатель и историк культуры Виктор Рюдберг в своей творческой трактовке эддических текстов значительно расширил и дополнил новыми деталями образ Ивальди и его сыновей (как, например, отождествление последних с Велундом и его братьями), посвятив им целый раздел своей «Тевтонской мифологии». Во многом его взгляды нашли продолжение в неоязыческом движении Асатру, называющем Ивальди «ярлом альвов».
Волосы, изготовленные сыновьями Ивальди, имеют аналог в живой природе: мох, относящийся к роду политрихум и называемый в Исландии «волосом Сив».